# Livre des merveilles de l'Inde
Pour les articles homonymes, voir Livre des merveilles.
Le Livre des merveilles de l'Inde, en arabe Kitab Ajaib al Hind, est une compilation de récits de voyage du capitaine de navire persan Ibn Shahriyar rédigés entre 900 et 953. Il a été traduit en français en 1878 par Marcel Devic. 